# Xã Madison, Quận Cedar, Missouri
Xã Madison (tiếng Anh: Madison Township) là một xã thuộc quận Cedar, tiểu bang Missouri, Hoa Kỳ. Năm 2010, dân số của xã này là 863 người.